# Europese Superstock 1000 kampioenschap
De Europese Superstock 1000 kampioenschap was een motorsportklasse, die van 2005 tot 2018 door de Fédération Internationale de Motocyclisme (FIM) werd georganiseerd en in het voorprogramma van de Europese wedstrijden van het wereldkampioenschap superbike worden verreden. Het kampioenschap dient als springplank voor jonge coureurs naar de wereldkampioenschap supersport en superbike. Een aantal superbiketeams hebben eigen juniorteams in deze raceklasse. Voorloper van de FIM Superstock 1000 Cup was de Superstock 1000-klasse van het Europees kampioenschap wegrace, die tussen 1999 en 2004 werd georganiseerd.

## Geschiedenis
Oorspronkelijk werd de klasse opgericht in 1999 als de Superstock 1000-klasse en was het Europees kampioenschap tot in 2004. In 2005 werd de status opgewaardeerd tot internationale klasse en ging verder onder de naam Superstock 1000 FIM Cup. Het Europees kampioenschap werd overgenomen door de European Motorcycle Union. In 2018 kreeg het opnieuw de status van Europees kampioenschap, na het seizoen werd het kampioenschap opgeheven. Er werd een opvolger opgericht onder de Alpe Adria Motorcycle Union als onderdeel van de Alpe Adria series met als naam Europese Superstock 1000 Cup.

## Lijst van kampioenen
(gekleurde achtergrond = EK Superstock 1000)
| Jaar | Coureur               | Motorfiets             |
| ---- | --------------------- | ---------------------- |
| 1999 | Karl Harris           | Suzuki GSX 750 R       |
| 2000 | James Ellison         | Honda 900 CBR          |
| 2001 | James Ellison         | Suzuki GSX-R 1000      |
| 2002 | Vittorio Iannuzzo     | Suzuki GSX-R 1000      |
| 2003 | Michel Fabrizio       | Suzuki GSX-R 1000      |
| 2004 | Lorenzo Alfonsi       | Yamaha YZF-R1          |
| 2005 | Didier Van Keymeulen  | Yamaha YZF-R1          |
| 2006 | Alessandro Polita     | Suzuki GSX-R 1000      |
| 2007 | Niccolò Canepa        | Ducati 1098 S          |
| 2008 | Brendan Roberts       | Ducati 1098 R          |
| 2009 | Xavier Siméon         | Ducati 1098 R          |
| 2010 | Ayrton Badovini       | BMW S1000RR            |
| 2011 | Davide Giugliano      | Ducati 1098 R          |
| 2012 | Sylvain Barrier       | BMW S1000RR            |
| 2013 | Sylvain Barrier       | BMW S1000RR            |
| 2014 | Leandro Mercado       | Ducati 1199 Panigale R |
| 2015 | Lorenzo Savadori      | Aprilia RSV4 RF        |
| 2016 | Raffaele De Rosa      | BMW S1000RR            |
| 2017 | Michael Ruben Rinaldi | Ducati 1199 Panigale R |
| 2018 | Markus Reiterberger   | BMW S1000RR            |